# Zalesie (powiat łowicki)
Zalesie – wieś w Polsce położona w województwie łódzkim, w powiecie łowickim, w gminie Zduny.

## Historia
Miejscowość jako folwark oraz wieś leżącą w gminie Bąków w parafii Śleszyn opisał XIX-wieczny Słownik geograficzny Królestwa Polskiego. W 1827 wieś leżała w powiecie orłowskim parafii Sołek i miała 11 domów z 92 mieszkańcami. Dziedzicem Zalesia był Ignacy Zaborowski, którego grób znajdował się w podziemiach kaplicy umiejscowionej w lesie leżącym na terenie folwarku. Kaplica znajdowała się na terenie gruntu o rozległości 14 morg ziemi, a zarządzał nią pleban ze Śleszyna.
W latach 1975–1998 miejscowość należała administracyjnie do województwa skierniewickiego.